# 乔治·米考塔泽
乔治·米考塔泽（2000年10月31日—），格鲁吉亚职业足球运动员，司职法甲俱乐部奥林匹克里昂和格鲁吉亚国家队前锋。